# Visoka poslovna škola Zagreb
Visoka poslovna škola Zagreb je visokoškolska ustanova u Zagrebu, osnovana 2006. godine.